# インターネット放送ネットワーク
インターネット放送ネットワーク（インターネットほうそうネットワーク）とは、北海道旭川市から情報を発信するベアーズマガジンが、同じくインターネットテレビ局であるこちら三河放送局やalltamura.tvと共に始めたインターネットテレビ局間のネットワークを示す。通称は、IBS（INTERNET BROADCASTING STATION）。
現時点では、各局をリンクしているのみで、そのメインページの運営・管理は、ベアーズマガジンが行っている。

## 所在地（とりまとめ局）
- 北海道旭川市神楽4条2丁目2-15-202　ベアーズマガジン

## 沿革
- 2009年9月 ベアーズマガジンが、愛知県の三河を紹介するインターネットテレビ局、こちら三河放送局と共にインターネットテレビ局のキーステーション化をすすめる。
- 2009年10月 alltamura.tvが参加。
- 2009年10月 名称をインターネット放送ネットワークに改める。

## 特色
事業、趣味を問わず、地元を紹介するインターネットテレビ局が集まっている。

## 連携方法
現時点ではリンクのみだが、将来的には他局の代表的な番組紹介等を含め、連携を強めていくとのこと。

## 参加局
- ベアーズマガジン - 北海道旭川市から情報を発信するインターネットテレビ局
- こちら三河放送局 - 愛知県東三河、西三河地方の情報を発信するインターネットテレビ局
- alltamura.tv - 福島県田村市、田村郡を紹介するインターネットテレビ局